# Pseudomarthana conspicua
Pseudomarthana conspicua – gatunek kosarza z podrzędu Laniatores i rodziny Epedanidae. Jedyny znany przedstawiciel monotypowego rodzaju Pseudomarthana

## Występowanie
Gatunek jest endemiczny dla Malezji.